# Chappe

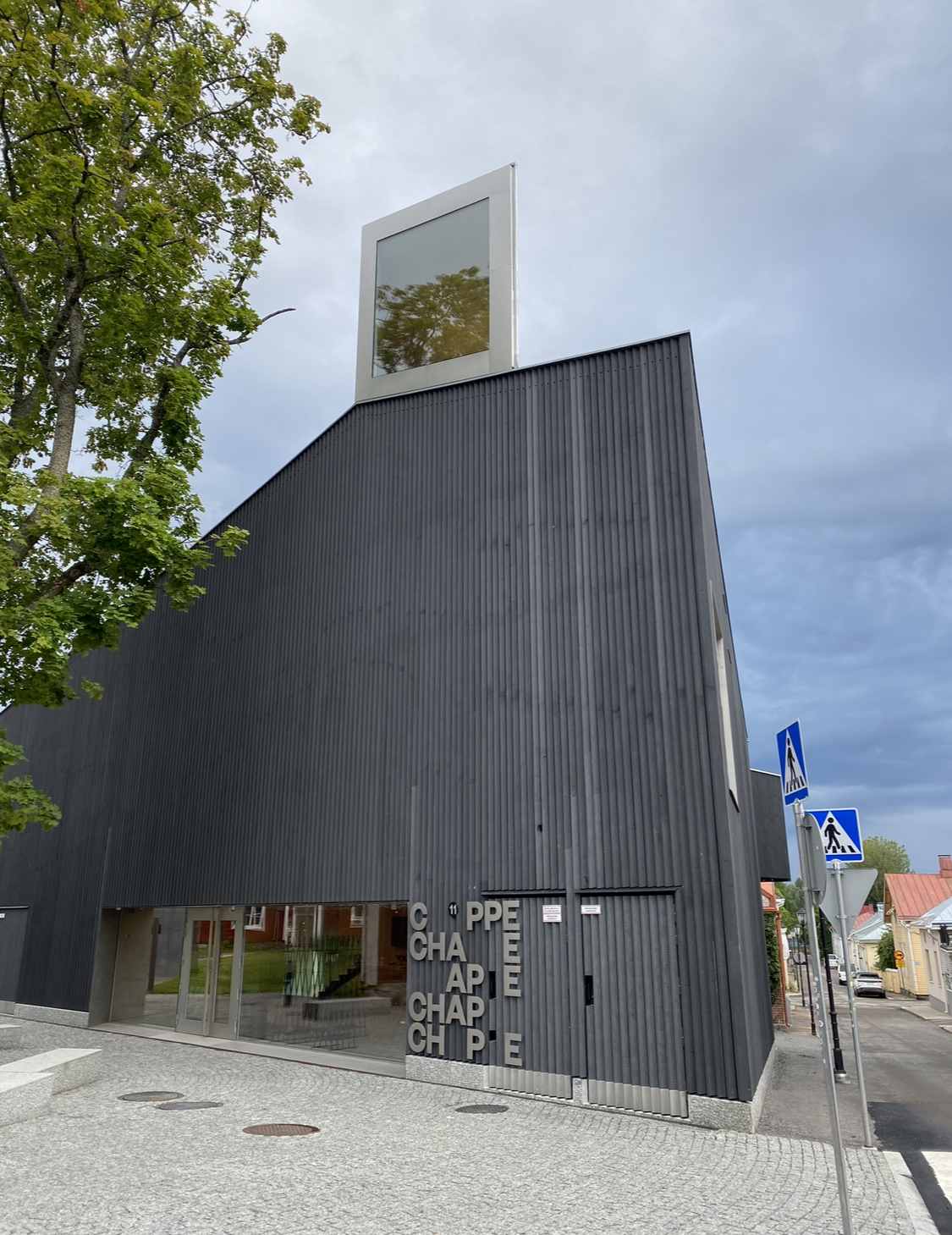
Chappe på sommaren 2023.

Chappe - Konstens hus vid havet är ett konstmuseum i Ekenäs i det finländska landskapet Nyland. Museet öppnades i april 2023. Det nya museet är för modern- och samtidskonst. Museet är en donation av läkaren, forskaren och konstälskaren Albert de la Chapelle.
Byggnadens designtävling vanns av JKMM Architects Asmo Jaaksi, och designen var också Albert och Clara de la Chapelles favoritbidrag. 
Chappe byggdes bredvid Raseborgs museum. Museet bekostades genom en donation från Albert de la Chapelles stiftelse, som grundades för projektet. När museet blev färdigt, överläts det till Raseborgs stad. Stiftelsen stöder också årligen Chappes verksamhet. 
De la Chapelle dog innan projektet blev verklighet. Alberts och Clara de la Chapelles samlingar kommer att ligga som grund för Chappes permanenta samling, och det kommer också att finnas utbytande utställningar i museet. Clara de la Chapelle gick bort våren 2020 och Albert de la Chapelle den 10 december 2020.

## Arkitektur
Byggnadsarbetet påbörjades i juli 2021, grundstenen lades i november och lokalerna öppnar våren 2023. Byggnaden kostade cirka sju miljoner euro. Det finns utställningshallar på tre våningar.  Den ursprungliga tidsplanen var att museet skulle öppna hösten 2022, men förseningar hade orsakats på grund av den bristfälliga tillgången till byggmaterial och tjänster.

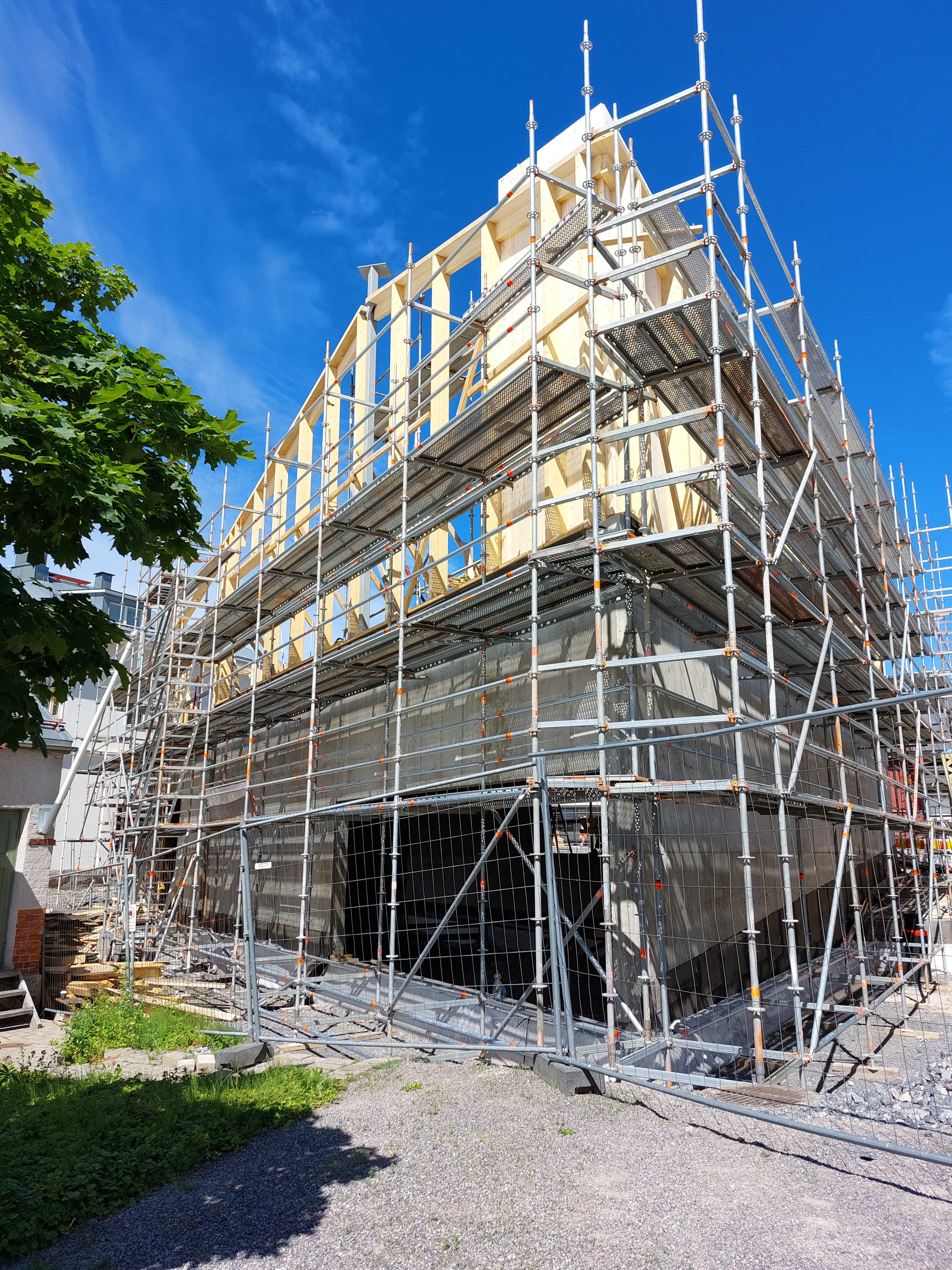
Chappe i juli 2022